# Wiemerstedt
Wiemerstedt ist eine Gemeinde im Norden des Kreises Dithmarschen in Schleswig-Holstein.

## Geografie

### Geografische Lage
Das Dorf Wiemerstedt liegt etwa zehn Kilometer nördlich der Kreisstadt Heide, drei Kilometer westlich von Hennstedt und sechs Kilometer südlich der Eider.

### Geologie
Bei Wiemerstedt befindet sich die Westkante der Heide-Itzehoer Geest. Das Fedderinger Moor ist Teil der Lundener Niederung, einem großen Niederungsgebiet innerhalb der Eider-Treene-Niederung. Die westlich gelegene Broklandsau mündet in die Eider.

### Nachbargemeinden
Nachbargemeinden sind Fedderingen im Norden, Hägen, und Norderheistedt im Osten und Weddingstedt im Süden.

## Geschichte
Am 1. April 1934 wurde die Kirchspielslandgemeinde Hennstedt aufgelöst. Alle ihre Dorfschaften, Dorfgemeinden und Bauerschaften wurden zu selbständigen Gemeinden/Landgemeinden, so auch Wiemerstedt.

## Politik

### Gemeindevertretung
Bei der Kommunalwahl am 14. Mai 2023 wurden insgesamt sieben Sitze vergeben. Diese fielen erneut alle an die Allgemeine Wählergemeinschaft Wiemerstedt. Die Wahlbeteiligung betrug 74,8 %.

## Wirtschaft und Infrastruktur

### Verkehr
Wiemerstedt liegt an der Kreisstraße 76. Die nächstgelegenen Bahnhöfe sind Heide und Lunden.

### Öffentliche Einrichtungen
Die Gemeinde Wiemerstedt betreibt gemeinsam mit der Gemeinde Fedderingen eine Freiwillige Feuerwehr. Das Feuerwehrhaus ist ein kombiniertes Dorfgemeinschaftshaus und steht in Fedderingen.